# Felicity Huffman
Felicity Kendall Huffman (n. 9 decembrie 1962, Bedford⁠(d), New York, SUA) este o actriță americană. Și-a început cariera de actorie în teatru și a apărut în multe roluri secundare în anii 1990, la televiziune și în cinema. A ieșit în evidență cu rolul Lynette Scavo din serialul de televiziune Neveste disperate, difuzat între 2004 și 2012. Pentru acest rol, a câștigat premiul Emmy pentru cea mai bună actriță, trei premii ale Sindicatului Actorilor și a avut trei nominalizări consecutive pentru Globul de Aur pentru cea mai bună actriță de televiziune (comedie/muzical).
În cinema, a confirmat datorită dramei Transamerica, care îi permite, printre altele, să fie nominalizată la Oscar pentru cea mai bună actriță și să câștige Globul de Aur, Premiile Independent Spirit, Premiul Satellite dar și pe cel al Societății Criticilor de film online⁠(d).
Este căsătorită din 1997 cu actorul William H. Macy.
În 2019, ea a fost acuzată într-un dosar în instanță legat de falsificarea dosarelor școlare ale copiilor săi.